# Directo Hasta Arriba
Directo Hasta Arriba é um álbum de estúdio de estreia do rapper mexicano, Dharius. O álbum foi lançado em 9 de dezembro de 2014.

## Listas de Música
1. Estilo Malandro
2. La Raja
3. Internacional
4. Homicidha (ft. Revel Day, Billy Kent e Alkhol)
5. Serenata Rap
6. Lírica Onírica
7. Directo Hasta Arriba
8. Qué Buen Fiestón
9. El After Porky
10. La Vidha Loca (ft. Sick Jacken)
11. Por Allá Los Washo[2][3]

## Produção
- Mauricio Garza– produtor executivo
- Dharius– vocal, letrista, produtor executivo